# Évaluation financière
L'évaluation financière est l'estimation de la valeur (c'est-à-dire du prix potentiel):
- des actifs et engagements financiers (actions, obligations, options, contrats d'épargne)
- et des entreprises évaluation d'entreprise)

Tout placement financier étant fait dans une optique future, les principaux paramètres d’estimation de la valeur du placement sont les gains que l'on attend et les risques que l'on perçoit.